# Peñalba
Peñalba è un comune spagnolo di 784 abitanti situato nella comunità autonoma dell'Aragona.